# 安东尼奥·卡布里尼
安东尼奥·卡布里尼（義大利語：Antonio Cabrini，1957年10月8日—），意大利足球教练和退役足球运动员。意大利足球傳奇後衛之一。主要职业生涯在意甲球队尤文图斯队度过。卡布里尼是意大利队夺得1982年世界杯冠军的功臣之一。舆论普遍认为他是意大利历史上最出色的左后卫之一。
2007年，卡布里尼成为叙利亚国家足球队主教练的热门人选，但最终未能获得叙利亚足协和赞助商的一致同意。
2006年世界杯期间，中国足球解说员黄健翔引发的解说门事件中，黄曾提及“法切蒂、卡布里尼、马尔蒂尼在这一刻灵魂附体”，这从一个侧面反映了卡布里尼在意大利足球史上的地位。

## 简历

### 俱乐部生涯
卡布里尼出生于意大利北部伦巴第地区的克雷莫纳。1973至1974赛季，年轻的卡布里尼首次作为意丙联赛（Serie C）球队克雷莫纳队（U.S. Cremonese）的球员登场。总共只出场3次的他在第二个赛季就获得了球队的首发位置。1975至1976赛季，他加入了意乙联赛球队亚特兰大队，旋即在1976年夏天被意甲豪门尤文图斯中招入麾下。此后，卡布里尼的绝大部分职业生涯都在这支意甲劲旅度过。
卡布里尼一共为尤文图斯夺得了6次意甲联赛冠军，2次意大利杯，1次欧洲冠军杯，1次欧洲联盟杯和1次丰田杯。他在意甲的出场次数为352场，入球数为35个。1989年，为尤文图斯征战多年的他转会至博洛尼亚队，此后不到3年，卡布里尼宣布退役。
由于其英俊的外表、出色的球技和强健的身体，卡布里尼被广大球迷称为“迷人的安东尼奥”（Bell'Antonio），同时也被评论界认为是意大利历史上最伟大的后卫之一。

### 国家队生涯
卡布里尼是意大利夺取1982年世界杯冠军的豪华阵容中的重要一员，当时的国家队中有门将迪诺·佐夫，后卫线上有西里亚、贝尔戈米和克劳迪奥·詹蒂莱，而前锋中有著名的保罗·罗西。
1978年，首次代表国家队出赛的卡布里尼就被立刻选入参加当年世界杯的20人大名单中。在与法国队的揭幕战中，他一战成名，开始了其长达9年的国家队主力生涯。他作为国家队主力，参加了连续3届世界杯（1978，1982和1986）的全部场次。三届世界杯的决赛阶段，他一共出场18次，并在1982年世界杯最后与西德队的决赛中射失了一粒点球，尽管如此，意大利队仍然赢得了该届世界杯的锦标。
卡布里尼总计代表国家队出场73次，贡献了9粒入球（入球数为意大利后卫之首）。他一共担任过10次国家队队长职务。

## 所获荣誉

### 尤文图斯时期
- 意甲联赛: 1976-77, 1977-78, 1980-81, 1981-82, 1983-84, 1985-86
- 意大利杯: 1977-78, 1982-83
- 欧洲冠军杯: 1985
- 欧洲优胜者杯: 1984
- 欧洲联盟杯: 1977
- 欧洲超级杯: 1985
- 洲际杯: 1985

### 国家队时期
- 世界杯冠军: 1982